# Speed Rabbit Pizza

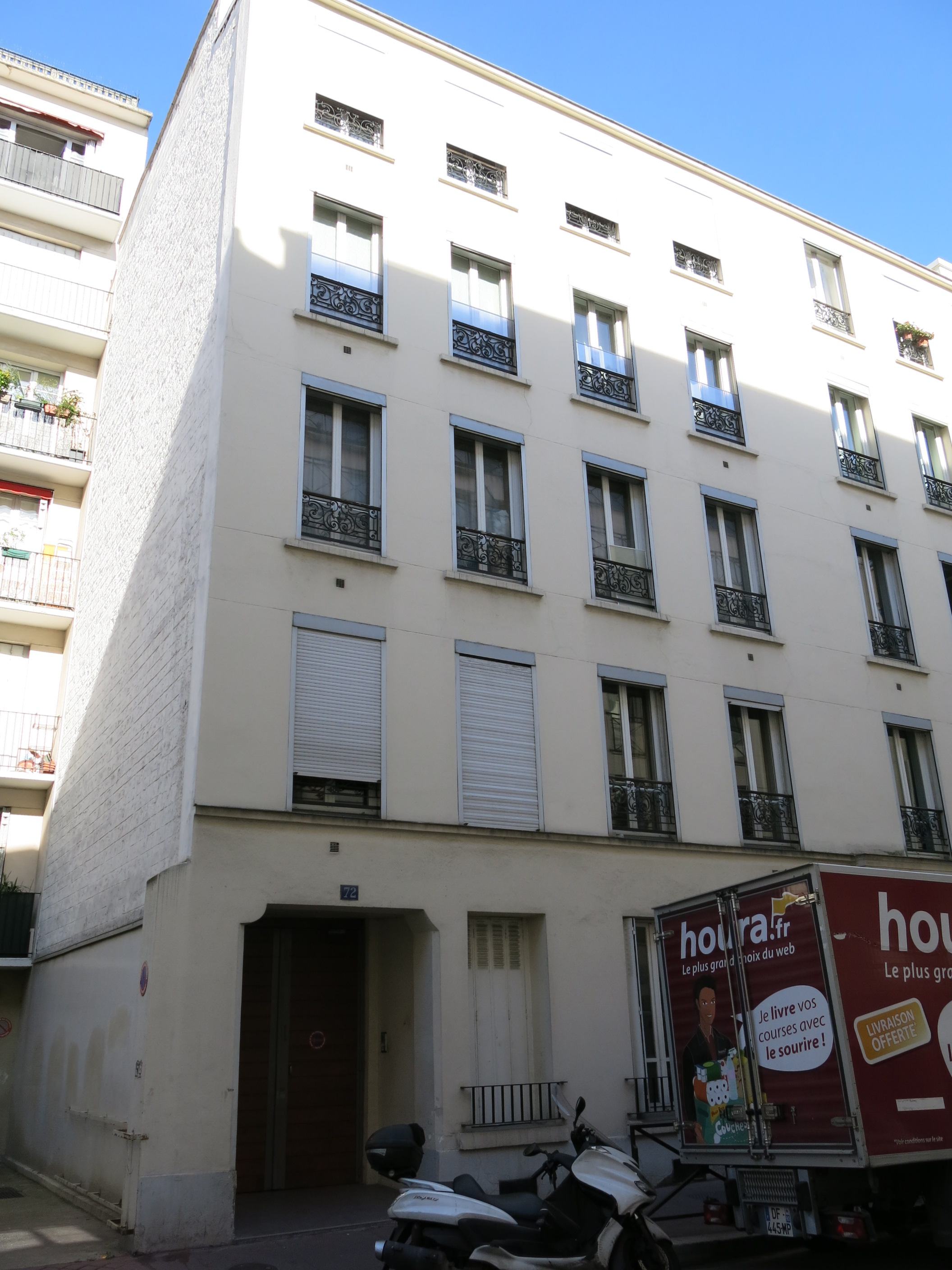
Siège social de Speed Rabbit Pizza en 2015

Speed Rabbit Pizza est une société anonyme française créée en 1991, dont l'activité est la restauration rapide et la livraison de pizzas à domicile. Son siège est situé à Lille (Nord).

## Histoire
Speed Rabbit Pizza est née en pleine période très influencée par les tendances et modes venues des États-Unis, dont celle de la consommation de pizzas. 
C’est naturellement que la marque Speed Rabbit Pizza s’inspire alors des années rock 'n' roll et des fameux Cabs new-yorkais : le damier noir et blanc, la couleur jaune dominante et bien sûr le taxi emblématique. Le logo et la marque reprennent le lapin, symbole de la vitesse.
Le concept s’est ainsi fondé sur la livraison rapide et à domicile de pizzas dites « pan pizzas » : la pâte est disposée dans un moule pour y être copieusement garnie puis cuite dans un four convoyeur. À l’époque, Speed Rabbit Pizza introduit un principe inédit en France : proposer en vente à emporter une pizza offerte pour une pizza achetée 7 jours sur 7.

## Modèle économique
Le modèle de développement du réseau est la franchise. En mai 2005, Speed Rabbit Pizza annonçait 95 points de vente. En mars 2010, « 130 à 135 ».
En janvier 2025, Speed Rabbit Pizza ne listait plus que 9 points de vente sur son site internet.